# Список аэропортов Бурунди
Эта статья является списком аэропортов Бурунди.

## Список
| Город      | Провинция      | ИКАО | ИАТА | Аэропорт                                       | Координаты                     | ВПП                                                       |
| ---------- | -------------- | ---- | ---- | ---------------------------------------------- | ------------------------------ | --------------------------------------------------------- |
| Бужумбура  | Бужумбура-Мери | HBBA | BJM  | Международный аэропорт имени Мельхиора Ндадайе | 3°19′26″ ю. ш. 29°19′06″ в. д. | 17/35: 11990 x 187 м, асфальт                             |
| Гитега     | Гитега         | HBBE | GID  | Аэропорт Гитега                                | 3°25′02″ ю. ш. 29°54′43″ в. д. | 12/30: 3270 x 66 м, трава H1: 82 м, трава H2: 82 м, трава |
| Ньянза-Лак | Макамба        | HBBL |      | Аэропорт Ньянза-Лак                            | 4°20′20″ ю. ш. 29°36′02″ в. д. | Закрыт                                                    |
| Кирундо    | Кирундо        | HBBO | KRE  | Аэропорт Кирундо                               | 2°32′40″ ю. ш. 30°05′41″ в. д. | 12/30: 3480 x 75, Трава                                   |